# Ciutadania europea
La Ciutadania europea va ser creada pel Tractat de Maastricht signat el 1992 i vigent des del 1993. Figura a la Part 2 (articles 18 a 25) del Tractat de funcionament de la Unió Europea i al Títol V de la Carta de Drets Fonamentals de la Unió Europea. La ciutadania de la Unió és complementària i no substitutiva de la ciutadania nacional. Els ciutadans de la Unió són titulars dels drets i subjectes dels deures prevists al Tractat. Com el dret a votar a les eleccions europees, el dret a la lliure circulació, la liquidació i la feina en tota la Unió Europea, i el dret a la protecció consular de les ambaixades d'altres estats de la UE al país d'una persona. És ciutadà de la Unió tota persona que ostenti la nacionalitat d'un Estat membre de la Unió Europea.

## Història
El concepte de ciutadania europea està necessàriament unit al projecte de construcció de la Unió Europea i necessita una identitat europea. Els inicis de la Unió Europea són en els acords econòmics que pretenien allunyar la possibilitat d'una nova guerra, però, amb figures com Jean Monnet, es va emprendre un procés amb un objectiu real d'integració que aspirava a ésser definitiu. Les crítiques a aquest procés, considerat per molts elitista i burocràtic, no impedeix que la institucionalització del concepte de Ciutadania europea en el Tractat de la Unió Europea sigui una fita.
De fet la plasmació de la Ciutadania europea ha suposat un pas a la convergència política i jurídica d'Europa. Té les següents característiques: és una ciutadania que desborda les fronteres nacionals, amb vincles febles, de caràcter estrictament jurídic -ja que els ciutadans europeus són ciutadans d'algun dels Estats de la Unió Europea-, de caràcter inactiu i instrumental. El fracàs en l'aprovació de la Constitució Europea va suposar un fre a una millor institucionalització de la ciutadania europea, que s'ha salvat parcialment després de l'aprovació del Tractat de Lisboa de 2007.
Malgrat els problemes, el procés de la construcció i de la plasmació de la identitat europea es considera com el gran referent i paradigma de la ciutadania cosmopolita –la primera referència a l'ús del terme cosmopolitisme es troba a l'obra de Diògenes Laerci que atribueix a Diògenes de Sínope la frase sóc ciutadà del món «κόσμος πολίτης», també pot veure's, per als orígens de la ciutadania universal l'escola cínica i el pensament estoic–. En el sentit de ser una ciutadania postnacional, vinculada a valors universals com els drets humans i, per tant, extensible a tot el món.

## Drets del ciutadà
La importància de la ciutadania de la Unió radica en el fet que els seus ciutadans gaudeixen de drets autèntics a l'empara del Dret comunitari europeu. Els drets principals que confereix la ciutadania d'acord amb el Tractat de Funcionament i a la Carta dels Drets Fonamentals de la Unió Europea són els següents: 
- Dret a circular i residir lliurement al territori dels Estats membres;
- Dret de sufragi actiu i passiu a les eleccions al Parlament Europeu i municipals de l'Estat membre en què resideixi;
- Dret a la protecció de les autoritats diplomàtiques i consulars d'Estats membres distints del seu;
- Dret de petició davant el Parlament Europeu;
- Dret a accedir als documents de les institucions, òrgans i organismes de la Unió; i
- Dret a dirigir-se al Defensor del Poble Europeu.

Alguns dels drets «més visibles» d'aquesta ciutadania solament es gaudeixen en desplaçar-se fora de l'Estat del qual s'és nacional: participació en les eleccions al Parlament Europeu i a les eleccions municipals de l'Estat Membre en què resideixin; acollir-se a la protecció de les autoritats diplomàtiques i consulars al territori d'un tercer país en què no estigui representat l'Estat Membre del qual siguin nacionals o pel fet de circular i residir lliurement en el territori dels Estats membres.
L.M. Diez Picazo afirma per això, que es corre el risc «que la ciutadania europea sigui vista com un atribut dels europeus cosmopolites com a contraposats als europeus provincians».